# Paraptenodytes
A Paraptenodytes a madarak (Aves) osztályának pingvinalakúak (Sphenisciformes) rendjébe, ezen belül a pingvinfélék (Spheniscidae) családjába és a Paraptenodytinae alcsaládjába tartozó fosszilis nem.
Alcsaládjának a névadó típusneme.

## Tudnivalók
A Paraptenodytes-fajok a kora miocén és talán a kora pliocén korszakok között éltek. Maradványaikat az argentínai Chubut és a Santa Cruz tartományokban lévő Patagonian Molasse-formációban találták meg. A nembe tartozó fajok pontos száma még nem ismert. Az eddigi kövületek igen töredékesek. Az is meglehet, hogy az egyik faj nem is ebbe a pingvinnembe tartozik, vagy egy másikkal azonos. Ennek a pingvincsoportnak nincsen mai leszármazottja.

## Rendszerezés
A nembe az alábbi 2 elfogadott faj tartozik:
- Paraptenodytes antarcticus Ameghino, 1891 - típusfaj
- Paraptenodytes robustus (Ameghino, 1895)

Az alábbi taxon, nagy valószínűséggel nem önálló faj, hanem talán a P. robustus a szinonimája:
- Paraptenodytes brodkorbi Simpson, 1972[2]

### Fordítás
- Ez a szócikk részben vagy egészben  a   Paraptenodytes című angol Wikipédia-szócikk ezen változatának fordításán alapul.  Az eredeti cikk szerkesztőit annak laptörténete sorolja fel. Ez a jelzés csupán a megfogalmazás eredetét és a szerzői jogokat jelzi, nem szolgál a cikkben szereplő információk forrásmegjelöléseként.